# Werner Bircher

Werner Bircher

Werner Bircher (Bern, 30 juli 1928 - 10 maart 2017), was een Zwitsers politicus.
Werner Bircher was lid van de Vrijzinnig Democratische Partij (FDP) en werd in 1979, als opvolger van Reynold Tschäppät, tot stadspresident van Bern (dat wil zeggen burgemeester) gekozen. Hij bleef stadspresident tot 1992.